# Сан-Педру-де-Еште
Сан-Педру-де-Еште (порт. São Pedro de Este; МФА: [ˈsɐ̃w ˈpe.dɾu dɨ ˈeʃ.tɨ]) — парафія в Португалії, у муніципалітеті Брага. Розташована в північно-західній частині країни, на теренах історичної португальської провінції Дору-Міню. Входить до складу округу Брага. За адміністративним поділом, чинним до 1976 року, терени парафії були складовою провінції Міню. Належить до Бразької архідіоцезії Католицької церкви. Патрон — святий Петро. Площа — 3,2365 км². Населення — 2048 ос. (2011). Сильно урбанізований регіон. Густота населення — 632,78 осіб/км²
. Код — 030346.

## Назва
- Еште (Сан-Педру) (порт. Este (São Pedro)) — офіційна назва[5].

## Населення
| Кількість мешканців | Кількість мешканців | Кількість мешканців | Кількість мешканців | Кількість мешканців | Кількість мешканців | Кількість мешканців | Кількість мешканців | Кількість мешканців | Кількість мешканців | Кількість мешканців | Кількість мешканців | Кількість мешканців | Кількість мешканців | Кількість мешканців |
| ------------------- | ------------------- | ------------------- | ------------------- | ------------------- | ------------------- | ------------------- | ------------------- | ------------------- | ------------------- | ------------------- | ------------------- | ------------------- | ------------------- | ------------------- |
| 1864                | 1878                | 1890                | 1900                | 1911                | 1920                | 1930                | 1940                | 1950                | 1960                | 1970                | 1981                | 1991                | 2001                | 2011                |
| 641                 | 640                 | 704                 | 699                 | 805                 | 749                 | 877                 | 933                 | 1 044               | 1 087               | 1 198               | 1 530               | 1 714               | 1 806               | 2 048               |